# Magdalena av Frankrike
Magdalena av Frankrike, även kallad Magdalena av Valois, född 1 december 1443 i Tours, död 21 januari 1495 i Pamplona, var en fransk prinsessa. Hon var Navarras regent mellan 1479 till 1483 som ställföreträdare för sin son kung Frans av Navarra och mellan 1483 och 1494 för sin dotter drottning Katarina av Navarra. 

## Biografi
Magdalena var dotter till Karl VII av Frankrike och Marie av Anjou. Hon gifte sig 1461 med Gaston av Foix, prins av Viana, som var sonson och arvinge till drottning Eleonora av Navarra. Paret fick två barn, innan maken avled 1470. 
När hennes makes farmor avled 1479, ärvde hennes son Frans tronen i Navarra, och hon blev regent under hans omyndighet. När han avled 1483, spelade hon samma roll för sin dotter, som ärvde tronen efter honom. 
Under sitt andra regentskap tvingades hon strida mot sin svåger Johan av Foix, som ifrågasatte hennes dotters rätt till tronen, och arrangerade dotterns äktenskap med en fransk adelsman för att säkra stöd genom en allians med Frankrike. Hon avvisade därmed Kastilien och Aragonien, som också hade föreslagit ett äktenskap med sin tronarvinge, och säkrade därmed att Navarra skyddas av Frankrike mot att bli en del av Spanien. 
Hennes dotter förlovades 1484 och gifte sig 1486, men äktenskapets fullbordan förhindrades fram till 1491 för att Katarina skulle kunna definieras som omyndig och Magdalena kunna fortsätta som regent för förmyndarregeringen; i själva verket fortsatte hon som regent till och med sedan hennes dotter och svärson hade krönts 1494, då dottern var tjugosex år gammal och normalt borde ha blivit myndig.
Magdalena kidnappades 1494 av Ferdinand II av Aragonien som sedan höll henne gisslan; något som orsakade en konflikt mellan Navarra och Aragonien.